# Liste der Biografien/Karm
Liste der Biografien |
Portal Biografien |
Personensuche
# |
A |
B |
C |
D |
E |
F |
G |
H |
I |
J |
K |
L |
M |
N |
O |
P |
Q |
R |
S |
T |
U |
V |
W |
X |
Y |
Z |
?
 
Ka |
Kb |
Kc |
Kd |
Ke |
Kf |
Kg |
Kh |
Ki |
Kj |
Kl |
Km |
Kn |
Ko |
Kp |
Kr |
Ks |
Kt |
Ku |
Kv |
Kw |
Ky |
Kx |
Kz
 
Kaa–Kag |
Kah |
Kai |
Kaj |
Kak |
Kal |
Kam |
Kan |
Kao |
Kap |
Kar |
Kas |
Kat |
Kau |
Kav |
Kaw |
Kay |
Kaz
 
Kara |
Karb |
Karc |
Kard |
Kare |
Karf |
Karg |
Karh |
Kari |
Karj |
Kark |
Karl |
Karm |
Karn |
Karo |
Karp |
Karr |
Kars |
Kart |
Karu |
Karv |
Karw |
Kary |
Karz
Die Liste der Biografien führt alle Personen auf, die in der deutschsprachigen Wikipedia einen Artikel haben. Dieses ist eine Teilliste mit 60 Einträgen von Personen, deren Namen mit den Buchstaben „Karm“ beginnt.

## Karm
- Karm, Friedrich (1907–1980), estnischer Fußballspieler

### Karma
- Karma (* 1990), bhutanische Bogenschützin
- Karma Pakshi († 1283), 2. Karmapa der Karma-Kagyü-Schule des tibetischen Buddhismus
- Karma Rangjung Künkhyab Thrinle (1905–1989), tibetischer Lama, Autor und Linienhalter der Shangpa-Tradition des tibetischen Buddhismus
- Karma Sungrab Ngedön Tenpe Gyeltshen (* 1965), Lama der Nyingma- und Kagyü-Traditionen des tibetischen Buddhismus und siebter Dzogchen Pönlop Rinpoche
- Karma Tenkyong Wangpo (1605–1642), letzter Herrscher von Tsangpa (reg. 1621–1642)
- Karma, Filep (* 1959), indonesischer Oppositioneller
- Karma, Josef (1883–1963), deutsch-österreichischer Schauspieler, Hörspielsprecher und Regisseur
- Karma, Ryoff (* 1983), japanischer Rapper
- Karma, Werner (* 1952), deutscher Lyriker, Schriftsteller und Rocktexter
- Karmajew, Nikita Alexandrowitsch (* 2000), russischer Fußballspieler
- Karmakar, Romuald (* 1965), deutscher Regisseur und DrehbuchautorRomuald Karmakar (* 1965)

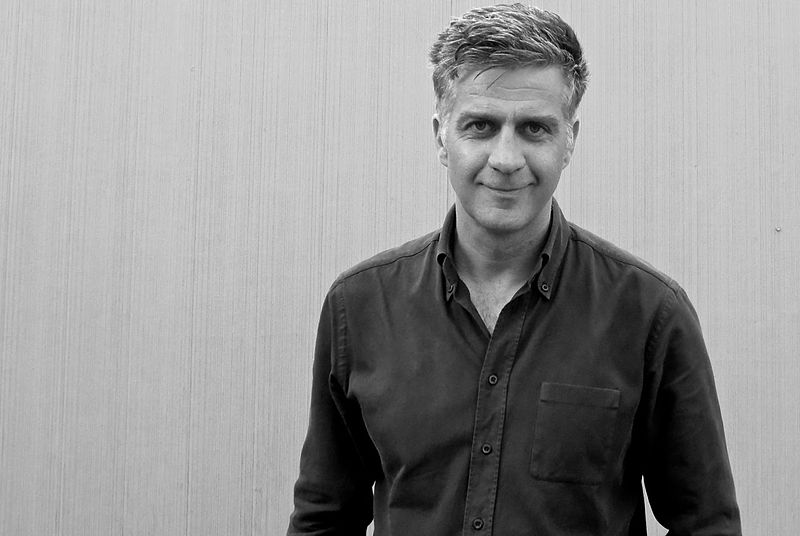
Romuald Karmakar (* 1965)

- Karmakar, Sajal (* 1955), indischer Musiker (Tabla)
- Karmal, Babrak (1929–1996), afghanischer Politiker
- Karmaljuk, Ustym (1787–1835), ukrainischer Rebellenführer
- Karman, Ernestina (1915–2004), brasilianische Malerin, Zeichnerin, Bildhauerin, Journalistin, Kunstkritikerin und Lehrerin
- Karman, Mehmut Şevket (1912–1989), türkischer Skisportler
- Karman, Tawakkol (* 1979), jemenitische Politikerin und Friedensnobelpreisträgerin
- Kármán, Theodore von (1881–1963), ungarischer Pionier der modernen Aerodynamik und der LuftfahrtforschungTheodore von Kármán (1881–1963)

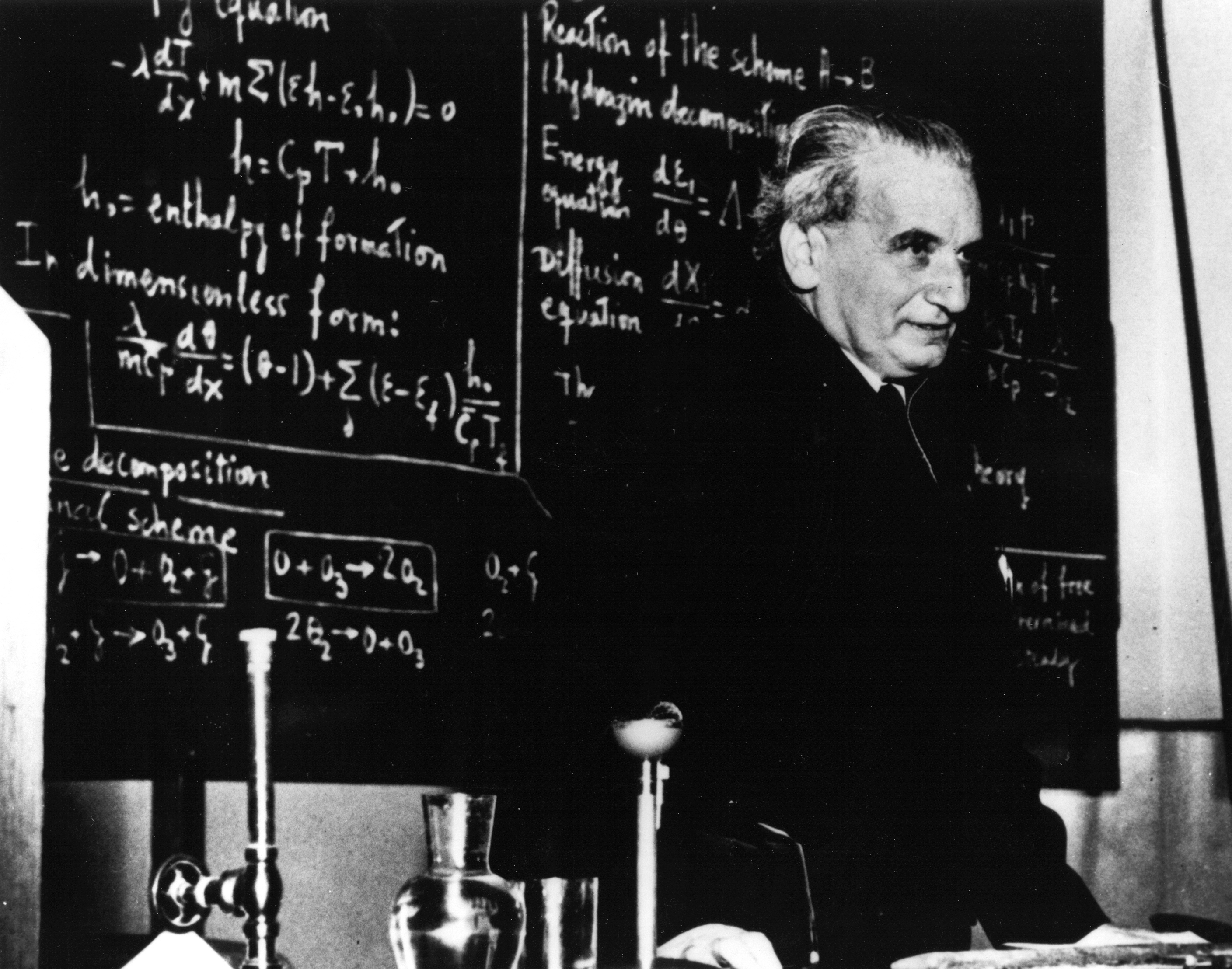
Theodore von Kármán (1881–1963)

- Karmann, Alexander (* 1948), deutscher Wirtschaftswissenschaftler
- Karmann, Friedrich (1885–1939), deutscher General der Infanterie
- Karmann, Sam (* 1953), französischer Film- und Theaterschauspieler sowie Filmregisseur
- Karmann, Thomas R. (1973–2021), deutscher römisch-katholischer Theologe und Hochschullehrer
- Karmann, Wilhelm (1871–1952), deutscher Unternehmer
- Karmann, Wilhelm jun. (1914–1998), deutscher Unternehmer
- Karmanos, Peter junior (* 1943), US-amerikanischer Unternehmer und Besitzer verschiedener Eishockeyteams
- Karmanski, Anja (* 1970), deutsche Schauspielerin
- Karmanski, Carsten (* 1968), deutscher Jurist
- Karmanskyj, Petro (1878–1956), ukrainischer Dichter, Journalist, Übersetzer und Mitglied der literarisch-modernistischen Gruppe Moloda musa
- Karmapa Rölpe Dorje (1340–1383), tibetischer Geistlicher, vierter Lama in der Inkarnationsreihe der Karmapas
- Karmarkar, Dattatraya Parashuram (1902–1991), indischer Politiker, Rechtsanwalt und Autor
- Karmarkar, Narendra (* 1957), indischer Mathematiker
- Karmarsch, Karl (1803–1879), deutscher Technologe
- Karmasch, Timo (* 1994), deutscher Judoka der Special Olympics
- Karmasin, Franz (1901–1970), deutscher Staatssekretär und NS-Volksgruppenführer in der Slowakei
- Karmasin, Fritz (1930–2013), österreichischer Marktforscher und Inhaber des Österr. Gallup Institut
- Karmasin, Matthias (* 1964), österreichischer Medien- und Kommunikationswissenschaftler, Hochschullehrer
- Karmasin, Roman Alexandrowitsch (* 1973), russischer Boxer
- Karmasin, Sophie (* 1967), österreichische Motivforscherin und PolitikerinSophie Karmasin (* 1967)

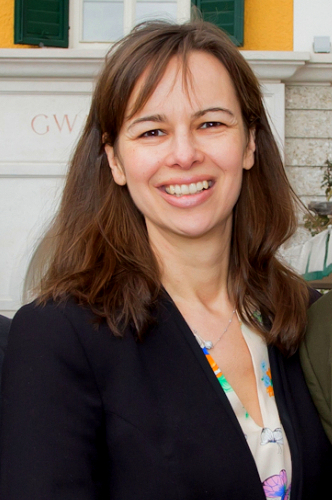
Sophie Karmasin (* 1967)

- Karmasin, Thomas (* 1962), deutscher Politiker (CSU) und Landrat des Landkreises Fürstenfeldbruck
- Karmatski, Arseni, russischer Pokerspieler
- Karmazin, Natalya (* 1976), ukrainische Jazzpianistin

### Karme
- Karmel, Ilona (1925–2000), polnisch-US-amerikanische Schriftstellerin
- Karmel, Mosche (1911–2003), israelischer Politiker und Minister
- Karmel, Pip (* 1963), australische Filmeditorin, Drehbuchautorin und Filmregisseurin
- Karmelk, Ferdinand (1950–1988), niederländischer Gitarrist
- Karmen, Roman Lasarewitsch (1906–1978), sowjetischer Dokumentarfilmregisseur und Kameramann
- Kärmeniemi, Tommi (* 1989), finnischer Biathlet

### Karmi
- Karmi, Dov (1905–1962), israelischer Architekt
- Karmi, Ram (1931–2013), israelischer Architekt
- Karmi-Melamede, Ada (* 1936), israelische Architektin
- Karmil, Abdullah (* 1988), türkischer Fußballspieler
- Karmiloff-Smith, Annette (1938–2016), britische Psychologin
- Karmiltschik, Jauheni (* 1998), belarussischer Boxer
- Karmin, Mati (* 1959), estnischer Bildhauer
- Karminski, Hannah (1897–1943), deutsche Erzieherin und Frauenrechtlerin
- Karmitz, Marin (* 1938), französischer Filmproduzent, Drehbuchautor und Filmregisseur

### Karmo
- Karmon, Yehuda (1912–1995), israelischer Geograph
- Karmoussi, Hamza (* 1993), marokkanischer Tennisspieler

### Karmr
- Karmrodt, Walter (1927–2017), thüringischer Lokalhistoriker